# 데드 포 어 달러
"데드 포 어 달러"(영어: Dead for a Dollar)는 2022년 개봉한 미국의 서부 영화이다. 월터 힐이 감독과 공동각본을 맡았다. 제79회(2022년) 베네치아 영화제에서 전 세계 최초로 상영되었다.

## 출연

### 주연
- 크리스토프 왈츠 : 맥스 역
- 윌렘 데포 : 조 역
- 레이첼 브로스나한 : 레이첼 키드 역
- 워렌 버크 : 알론조 포 역

### 조연
- 벤자민 브랫 : 티베리우스 바르가스 역
- 해미쉬 링클레이터 : 마틴 키드 역
- 가이 버넷 : 윌리엄 '잉글리쉬 빌' 팔머 역